# Spinoliva ilicifolia
Spinoliva ilicifolia (Hook. & Arn.) G.Sancho, 2018 è una specie di pianta angiosperma dicotiledoni della famiglia delle Asteraceae. È l'unica specie del genere Spinoliva  G.Sancho, Luebert & Katinas, 2018.

## Etimologia
Il nome del genere fa riferimento al termine latino "spina" (i margini spinosi delle foglie) e al nome locale “olivillo”, dato a questa pianta per le sue foglie simili a quelle dell'olivo.

## Descrizione
Questa specie ha un habitus erbaceo perenne subarbustivo. Queste piante sono prive di lattice e i rami sono privi di spine, ma sono provvisti di minuscole ghiandole.
Le foglie lungo il caule sono disposte in modo alternato e sono sessili. La lamina fogliare ha delle forme da obovate a ellittiche. I bordi delle foglie sono spinescenti e la consistenza è coriacea (di sotto sono tomentose).
Le infiorescenze sono composte da capolini sessili raccolti in formazioni tirsoidi. I capolini sono omogami e discoidi e sono formati da un involucro a forma cilindrica composto da brattee (o squame) all'interno delle quali un ricettacolo fa da base ai fiori di due tipi (più o meno): tubulosi (centrali del disco) e ligulati (periferici del raggio). Le brattee, simili a foglie ma coriacee, disposte su 4 serie in modo embricato sono di vario tipo e consistenza. Il ricettacolo a forma piatta o convessa è nudo (senza pagliette).
I fiori sono tetraciclici (a cinque verticilli: calice – corolla – androceo – gineceo) e in genere pentameri (ogni verticillo ha 5 elementi). I fiori, da 3 a 5 sono isomorfi, sono inoltre ermafroditi e fertili.
- Formula fiorale:

*/x K {\displaystyle \infty }, [C (5), A (5)], G 2 (infero), achenio
- Calice: i sepali del calice sono ridotti ad una coroncina di squame.
- Corolla: le corolle sono bilabiate: il labbro esterno è trilobato, quello interno è profondamente bilobo. Le corolle sono colorate di bianco o rosa.
- Androceo: l'androceo è formato da 5 stami con filamenti liberi e antere saldate in un manicotto circondante lo stilo.[11] Le antere in genere hanno una forma sagittata con appendici apicali acute. Le teche sono calcarate (provviste di speroni) e provviste di code. Il polline normalmente è tricolporato a forma sferica (può essere microechinato).
- Gineceo: il gineceo ha un ovario uniloculare infero formato da due carpelli.[11] Lo stilo è unico e con due stigmi. Gli apici degli stigmi sono troncati e sono ricoperti da piccole papille o in qualche caso da peli penicillati. L'ovulo è unico e anatropo.

I frutti sono degli acheni con pappo. La forma degli acheni è prismatica; le pareti sono ricoperte da 4 coste (raramente sono presenti dei rostri) e sono glabre (o eventualmente setolose). Il carpoforo (o carpopodium) è uno stretto anello o corto cilindro oppure è assente. Il pappo (raramente è assente) è formato da setole disposte su 2 serie (in alcuni casi sono uniseriate), sono barbate o piumose del tutto o a volte sono subpiumose solo apicalmente, ed è direttamente inserito nel pericarpo o connato in un anello parenchimatico posto sulla parte apicale dell'achenio.

## Biologia
- Impollinazione: l'impollinazione avviene tramite insetti (impollinazione entomogama tramite farfalle diurne e notturne).
- Riproduzione: la fecondazione avviene fondamentalmente tramite l'impollinazione dei fiori (vedi sopra).
- Dispersione: i semi (gli acheni) cadendo a terra sono successivamente dispersi soprattutto da insetti tipo formiche (disseminazione mirmecoria). In questo tipo di piante avviene anche un altro tipo di dispersione: zoocoria. Infatti gli uncini delle brattee dell'involucro si agganciano ai peli degli animali di passaggio disperdendo così anche su lunghe distanze i semi della pianta.

## Distribuzione e habitat
La specie di questa voce è distribuita in Cile (è una specie endemica delle zone centrali del Cile).

## Tassonomia
La famiglia di appartenenza di questa voce (Asteraceae o Compositae, nomen conservandum) probabilmente originaria del Sud America, è la più numerosa del mondo vegetale, comprende oltre 23.000 specie distribuite su 1.535 generi, oppure 22.750 specie e 1.530 generi secondo altre fonti (una delle checklist più aggiornata elenca fino a 1.679 generi). La famiglia attualmente (2021) è divisa in 16 sottofamiglie.

### Filogenesi
La sottofamiglia Mutisioideae, nell'ambito delle Asteraceae occupa una posizione "basale" (si è evoluta precocemente rispetto al resto della famiglia) ed è molto vicina alla sottofamiglia Stifftioideae. La tribù Nassauvieae con la tribù Mutisieae formano due "gruppi fratelli" ed entrambe rappresentano il "core" della sottofamiglia.
Il genere Spinoliva fa parte della tribù Nassauvieae. In precedenza le specie di questo genere erano descritte all'interno del genere Proustia. In particolare deriva dalla sect. Baccharoides DC. del genere Proustia.

### Sottospecie
Per questa specie sono descritte le seguenti due sottospecie:
- Spinoliva ilicifolia subsp. ilicifolia
- Spinoliva ilicifolia subsp. baccharoides (D.Don ex Hook. & Arn.) G.Sancho, 2018

#### Chiave per le sottospecie
- le foglie sono glabre su entrambe le facce: subsp. ilicifolia.
- le foglie sono fitto-tomentose nella parte inferiore: subsp. baccharoides

### Sinonimi
Sono elencati alcuni sinonimi:
- Sinonimi per la specie:

- Proustia cuneifolia var. ilicifolia (Hook. & Arn.) Hook. & Arn.
- Proustia ilicifolia  Hook. & Arn.
- Proustia olivillo  Phil.
- Proustia reticulata  Phil.

- Sinonimi per la sottospecie baccharoides:

- Proustia baccharoides  D.Don ex Hook. & Arn.
- Proustia ilicifolia f. baccharoides  (D.Don ex Hook. & Arn.) Fabris